# Lucien Cayeux
Pour les articles homonymes, voir Cayeux.
Lucien Cayeux, né le 26 mars 1864 à Semousies dans le département du Nord, et mort le 1er novembre 1944 à Mauves-sur-Loire, est un géologue, pétrographe et cartographe français.

## Biographie
Lucien Cayeux entre à l'École normale d'instituteurs de Douai en 1880. Il en sort en 1883 pour être instituteur adjoint à Avesnes-sur-Helpe, non loin de sa commune natale. En 1886, grâce à une bourse, il prépare une licence es sciences à la faculté des sciences de Lille. Passionné par la recherche de fossiles, il devient préparateur de Jules Gosselet en 1887. Lucien Cayeux rejoint l'École des mines en 1891 avec les mêmes fonctions.
Docteur es sciences en 1897, il est nommé en 1901 à l'Institut national agronomique où il enseigne la géologie. Il la quitte pour l’École nationale des Mines. En 1912, il a été nommé professeur de géologie au Collège de France.
En 1937, lors de sa retraite, il se fixa dans la commune de Mauves-sur-Loire en Loire-Inférieure.

## Travaux scientifiques
Dès 1889, il est rattaché au Service de la carte géologique de France, où il sera nommé collaborateur principal en 1924. Il a participé aux données de nombreuses cartes géologiques de France. Il fut chargé de missions en Méditerranée orientale, où il dressa une carte géologique de Crète au 1/1 500 000 qui a été utilisée dans l'exécution de la carte géologique internationale de l'Europe.
Il est connu pour son étude des sédiments avec la polarisation au microscope et fut l'un des pionniers dans ce domaine. Il a analysé et étudié les caractères structuraux, minéralogiques et chimiques des roches. Il fit des études micrographiques des roches sédimentaires de la France, d'outre-mer et des phosphates d'Afrique du Nord.

## Distinctions et honneurs
Lucien Cayeux est membre titulaire de l'Académie d'Agriculture en 1917. Il est ensuite  admis à l'Académie des Sciences le 23 janvier 1928.
Il est nommé chevalier de la Légion d'honneur en 1920, puis promu officier de la Légion d'honneur en 1929. Il est également officier de l'Instruction publique et officier de l'ordre du Mérite agricole.
Une dorsale lunaire porte son nom Dorsum Cayeux en son honneur.